# 阿森要塞

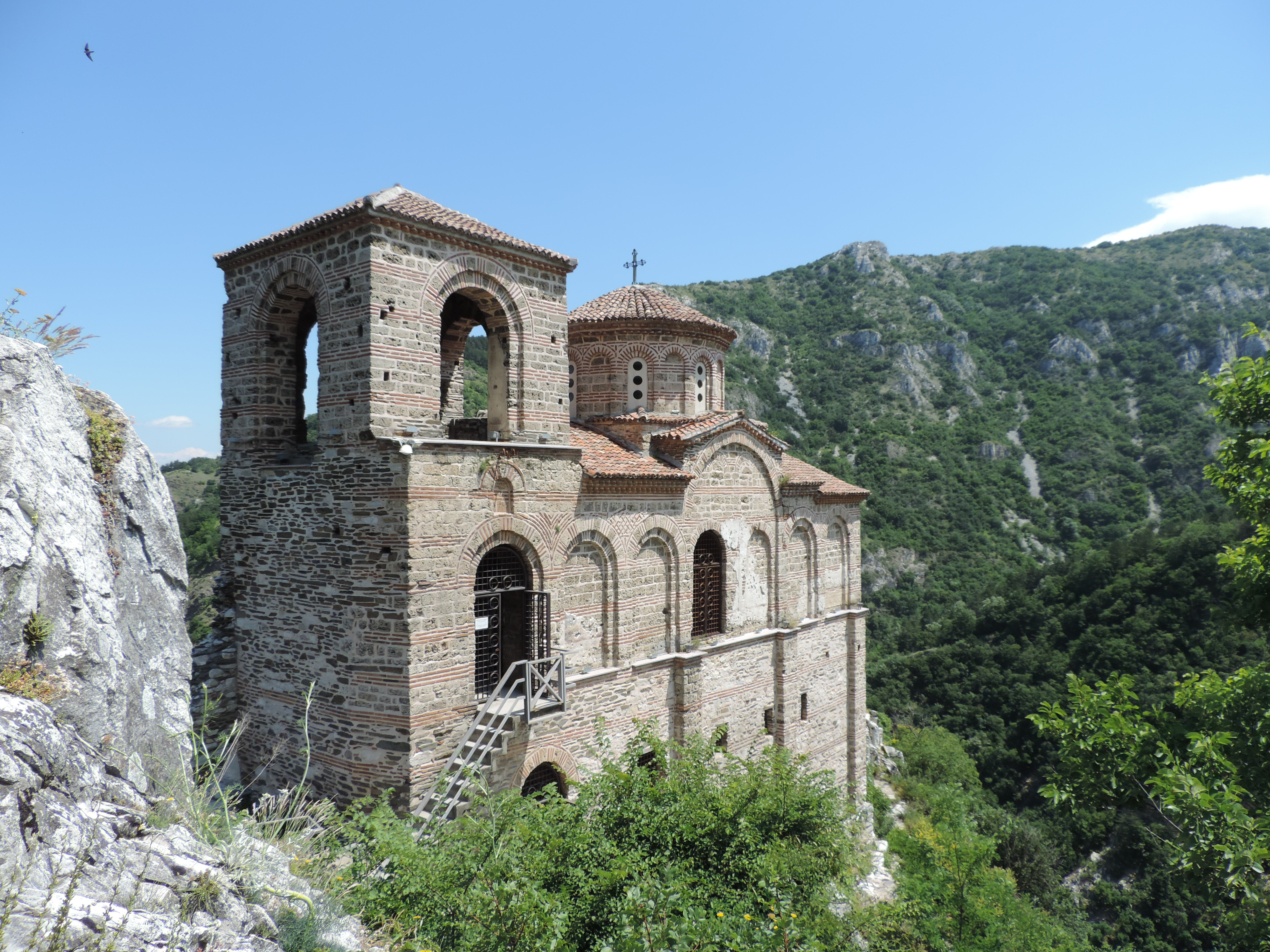
阿森要塞

阿森要塞是保加利亞羅多彼山脈的一座中世紀時期的要塞，位於阿塞諾夫格勒以南2至3（1.2至1.9英里），海拔高度是279（915英尺）。要塞保存狀況最好的部分是聖母教堂。